# گئورگ آجمیان (نوازنده ویولن)
گئورگ وارتگسی آجمیان (ارمنی: Գևորգ Վարդգեսի Աճեմյան؛  زادهٔ ۵ مارس ۱۹۲۳ - ۹ آوریل ۱۹۹۸) نوازنده ویولن و کارشناس آموزشی اهل ارمنستان بود.

## زندگی‌نامه
وی در ۵ مارس ۱۹۲۳ در باکو به دنیا آمد و از کنسرواتوار دولتی کومیتاس ایروان (۱۹۵۱) فارغ‌التحصیل گشت. وی همچنین برنده جوایزی همچون هنرمند مردمی ارمنستان شوروی (۱۹۷۷) شد. وی در ۹ آوریل ۱۹۹۸ در سن ۷۵ سالگی در ایروان درگذشت.